# Acidose láctica
Acidose láctica é uma condição causada pelo acúmulo de ácido láctico no corpo. Isso leva à acidificação do sangue (acidose), sendo  considerada uma forma distinta de acidose metabólica. A hipóxia e hipoperfusão teciduais forçam as células a quebrar a glicose anaerobicamente. Isso resulta na formação de ácido láctico. Consequentemente o ácido láctico elevado com sinais e sintomas clínicos é indicativo de hipóxia tecidual, hipoperfusão e possível lesão. A acidose láctica é caracterizada por níveis de lactato >5 mmol/L e pH sérico < 7,35.